# غزارة النزف الرحمي
غَزارَةُ النَّزْفِ الرَّحِمِيّ (بالإنجليزية: Menometrorrhagia)‏ هي حالة تتميز بنزيف مهبلي مُطَوَّلَ أو مُفرط ،ويَحدُث بشكل غير مُنتظم وبشكل مُتكرر أكثر من المُعدل الطَبيعي. بشكل أخر، هي عبارة عن مَزيج ما بين نزف الرحم وغزارة الطمث.

## الأسباب
يوجد العديد من الأسباب التي تؤدى إلى غزارة النزف الرحمي، كعدم التوازن الهرموني، أو بسبب بطانة الرحم، أو الأورام الليفية بالرحم، أو بسبب استخدام وسائل منع الحمل التي تحتوي على البروجستين فقط، أو بسب السرطان. ومن الممكن يؤدى ذلك إلى الإصابة بفقر الدم إذا استمر النزيف لمدة طويلة.

## التشخيص
يتضمن التشخيص الأولي استبعاد الحمل والسرطان وإجراء اختبار الحمل وفحص الحوض والموجات فوق الصوتية لأمراض النساء. علاوة على ذلك، يلزم إجراء تصوير الرحم المائي وأشعة على الرحم وخزعة بطانة الرحم والتصوير بالرنين المغناطيسي.

## العلاج
العلاج يتحدد بناء على التشخيص وتحديد السبب. في الحالات التي يتم فيها استبعاد الورم الخبيث، يوصى عادةً بتناول مكملات للهرمونات أو الاستخدام العلاجي لوسائل منع الحمل الهرمونية للحث على تدفق الدم بانتظام. أحيانًا ما تُستخدم معدِّلات مستقبلات البروجستيرون الانتقائية (SPRMs: مستقبلات هرمون البروجسترون الانتقائي المغير) وذلكلوقف نزيف الرحم.

## علم الأوبئة
يُصيب 24٪ من النساء اللواتي تَتراوح أعمارهن ما بين 40-55 سنة.